# Семёнов, Алексей (узбекистанский футболист)
Алексе́й Семёнов (узб. Aleksey Semyonov; 7 августа 1968) — советский и узбекистанский футболист, защитник. Выступал за национальную сборную Узбекистана.

## Биография

### Клубная карьера
В 1986 году дебютировал во взрослых соревнованиях в составе ташкентского «Пахтакора» в первой лиге СССР, провёл в его составе 4 матча. Затем до распада СССР выступал за клубы второй и второй низшей лиги, представлявшие Узбекскую ССР.
В высшей лиге Узбекистана дебютировал в составе «Политотдела» 27 марта 1993 года в игре первого тура против «Янгиера» (4:0) и в том же матче забил свой первый гол в высшей лиге. В 1995 году перешёл в «Нефтчи» (Фергана), с которым в том же сезоне стал чемпионом страны, а в 1996 году — серебряным призёром и обладателем Кубка Узбекистана. В 1997 году перешёл в «Навбахор», в его составе дважды (1997, 1998) становился бронзовым призёром чемпионата, а в 1998 году завоевал Кубок. В 1999 году играл за «Андижан», затем несколько лет выступал в низших дивизионах. В конце карьеры провёл два сезона в высшем дивизионе в составе ташкентского «Трактора».
Всего в высшей лиге Узбекистана сыграл 162 матча и забил 5 голов.

### Карьера в сборной
Дебютировал в сборной Узбекистана 6 декабря 1996 года в матче финального турнира Кубка Азии против сборной Китая. Всего на этом турнире сыграл два матча, а его команда не вышла из группы. В 1998 году участвовал в Азиатских играх, сыграл все 6 матчей своей команды и стал четвертьфиналистом.
Всего в составе сборной Узбекистана в 1996—1998 годах сыграл 9 матчей.